# Liste der Kulturdenkmäler in Ronhausen
Die folgende Liste enthält die in der Denkmaltopographie ausgewiesenen Kulturdenkmäler auf dem Gebiet des Ortsteils Ronhausen der  Stadt Marburg, Landkreis Marburg-Biedenkopf, Hessen.
Hinweis: Die Reihenfolge der Denkmäler in dieser Liste orientiert sich an der Anschrift, alternativ ist sie auch nach der Bezeichnung oder der Bauzeit sortierbar.
Kulturdenkmäler werden fortlaufend im Denkmalverzeichnis des Landes Hessen durch das Landesamt für Denkmalpflege Hessen auf Basis des Hessischen Denkmalschutzgesetzes (HDSchG) geführt. Die Schutzwürdigkeit eines Kulturdenkmals hängt nicht von der Eintragung in das Denkmalverzeichnis des Landes Hessen oder der Veröffentlichung in der Denkmaltopographie ab.

## Kulturdenkmäler
| Bild                                    | Bezeichnung                        | Lage                                                                        | Beschreibung | Bauzeit     | Objekt-Nr. |
| --------------------------------------- | ---------------------------------- | --------------------------------------------------------------------------- | ------------ | ----------- | ---------- |
| Direkt Bild zu diesem Denkmal hochladen | Gesamtanlage historischer Ortskern | Bortshäuser Straße, Hintergasse, Im Unterdorf, Oberdorf, Wolfshäuser Straße |              |             |            |
| Direkt Bild zu diesem Denkmal hochladen | Ehemalige Schule                   | Am Alten Rasen 2/Am Steinmühlfeld Flur: 2, Flurstück: 3/1                   |              | 1910        |            |
| Direkt Bild zu diesem Denkmal hochladen | Wohnhaus, Scheune                  | Bortshäuser Straße 1/Im Unterdorf Flur: 2, Flurstück: 28, 30/2              |              | 18. Jh.     |            |
| Direkt Bild zu diesem Denkmal hochladen | Scheune                            | Im Unterdorf 3 Flur: 2, Flurstück: 26/3                                     |              | 1791        |            |
| Direkt Bild zu diesem Denkmal hochladen | Hofanlage                          | Im Unterdorf 4 Flur: 2, Flurstück: 36                                       |              | 19./20. Jh. |            |
| Direkt Bild zu diesem Denkmal hochladen | Vierseitige Hofanlage              | Im Unterdorf 14 Flur: 2, Flurstück: 37                                      |              | 18. Jh.     |            |
| Bild gesucht BW                         | Wohnhaus                           | Wolfshäuser Straße 1 LageFlur: 2, Flurstück: 11/1                           |              | 19. Jh.     |            |
| weitere Bilder                          | Evangelisch Kirche                 | Wolfshäuser Straße 2 LageFlur: 2, Flurstück: 25/1                           |              | 1509        |            |
| Direkt Bild zu diesem Denkmal hochladen | Wirtschaftsgebäude                 | Wolfshäuser Straße 5 Flur: 2, Flurstück: 20/1                               |              | 19. Jh.     |            |
| Bild gesucht BW                         | Wohnhaus, Schmiede                 | Wolfshäuser Straße 11 LageFlur: 2, Flurstück: 47/1                          |              | Um 1900     |            |
| Direkt Bild zu diesem Denkmal hochladen | Verkehrsmal                        | Außerhalb der Ortslage 1 Flur: 3, Flurstück: 14/1                           |              | 19. Jh.     |            |